# N-(6-喹啉基)氨基甲酸丁二酰亚胺酯
N-(6-喹啉基)氨基甲酸丁二酰亚胺酯（AQC）是一种自身不发光的荧光胺标记染料，它可以与仲胺反应形成荧光标记产物，其荧光激发波长为 250 nm（UV-C），发射波长为395 nm（深紫色，近紫外）。